# 図師光博
図師 光博（ずし みつひろ、1981年6月30日 - ）は、日本の俳優。本名は同じ。愛知県出身。舞台を中心に活動。

## 来歴・人物
大学在学中に、友人の誘いで自主映画を始める。2001年、映像集団ブルースキングを旗上げ。笑いをテーマに数多くの作品を作り、自主映画祭などで、いくつかの賞を得る。大学を卒業後、上京。本格的に俳優の道へ。先輩の芸人コントグループ（フラミンゴ）と出会い、舞台を始める。俳優の他にも、2008年より、辻本耕志（フラミンゴ）、砂川禎一郎（夜ふかしの会）、長谷川大輔（構成作家）と共に「ご当地楽しみ隊」を結成。全国を旅し、ご当地を全力で楽しむという旅番組を、YouTubeにて配信している。
2017年には、俳優のウチクリ内倉、緑川睦と共に演劇ユニット・UZR（）を結成。
身長173cm、体重61kg。血液型はO型。趣味はカメラ。かつてはタンバリンアーティスツに所属していた。

## 出演

### 舞台
- 2007年
  - タンバリンプロデューサーズ『ロマンティックホテル』
- 2009年
  - 北京蝶々第13回公演『呪われたバブルの塔』（ビフォーサイド・アフターサイド）
- 2010年
  - タンバリンプロデューサーズ第5回プロデュース公演『ひみつのアッコちゃん』
  - - タンバリンプロデューサーズ第6回プロデュース公演『オレは本能寺にアリ！？』
  - タンバリンプロデューサーズ第8回公演『弱虫団』
  - 泥と蓮（紀伊国屋ホール）
- 2011年
  - Neo Mask『DISTANCE』（吉祥寺シアター）
  - NeoMask『Yellow Daydream』（中目黒キンケロシアター）
  - タンバリンプロデューサーズ第11回公演『新耳袋2?幽霊夜想曲?』（中目黒キンケロシアター）
  - タンバリンプロデューサーズ第9回公演『並行置換師団』
  - 下町ダニーローズ『演劇らくご「ヴェニスの商人?」?火焔太鼓の真実?』（池袋シアターグリーンBIG TREE THEATER）
  - 謎のキューピー『白いゲルニカ』（中野スタジオあくとれ）
- 2012年
  - MOSH extra 『ベスコレ』（シアターサイロ）
  - MOSH vol.1『地球に堕ちてきた男』（しもきた空間リバティ）
  - MOSH vol.2『勝手にしやがれ』（Geki地下リバティ）
  - MOSH vol.3『Easy Rider』（シアターグリーンBASE THEATE）
  - NeoMask第12回公演『The end of the world』（吉祥寺シアター）
  - 下町ダニーローズ第14回公演『演劇らくご「談志のおもちゃ箱」』（新宿シアターモリエール）
  - 怪傑パンダース EXTRA STAGE Vol.2『努力しないで出世する方法 ?KAIPAN EDITION?』（ウッディーシアター中目黒）
  - - 謎のキューピーVol.2『せんきの虫』（中野あくとれ）
- 2013年
  - ACTOR'S TRASH ASSH×タンバリンプロデューサーズ主催『危機之介御免』（池袋シアターグリーンBIG TREE THEATER）
  - ACTOR'S TRASH ASSH別腹公演『針が指す彼方まで』（池袋シアターKASSAI）
  - BANANA QUEST vol.1『BATON』（中野あくとれ）
  - MOSH vol.4『知りすぎていた男』（しもきた空間リバティ）
  - MOSH vol.5『理由なき反抗』（シアターKASSAI）
  - ハスハス女学院公演実行委員会主催『私立ハスハス女学院!!』（築地本願寺ブディストホール）
  - 金の蜥蜴『荊姫-いばらひめ-』（築地本願寺ブディストホール）
  - 謎のキューピーVol.3『異常暮色』（下北沢Geki地下Liberty）
  - 舞台『のぶニャがの野望』（六行会ホール）
- 2014年
  - Theatre劇団子『好きよキャプテン』（新宿シアターモリエール）
  - のぶニャがの野望『人猫（じんびょう）』（Geki地下リバティ）
  - 『舞台のぶニャがの野望弐（にゃん）』（シアターサンモール）
  - ACTOR'S TRASH ASSH本公演vol.18『蒼海のティーダ』（新宿村LIVE）
  - BANANA QUEST vol.2『POLI』（中野劇場MOMO）
  - MOSH vol.6『悪い奴ほどよく眠る』（中野テアトルBONBON）
  - MOSH vol.7『私を愛したスパイ』（池袋シアターグリーンBOX in BOX THEATER）
  - ムラコシアター旗揚げ公演『5218-just like a woman-』（千本桜ホール）
- 2015年
  - A.R.P『新宿ナンバー2015』（高田馬場ラビネスト）
  - 企画演劇集団ボクラ団義vol.16 『時をかける206号室』（池袋シアターグリーンBIG TREE THEATER）
  - 劇団6番シード第60回公演 『ふたりカオス-黄色いハンマーを持った女と花瓶を頭に乗せた男』（シアターKASSAI）
  - 『舞台版 天誅-2015-』（六行会ホール）
  - ACTOR'S TRASH ASSH別腹公演其の六『針が指す空遥（ソナタ）まで』（笹塚ファクトリー）
  - LIVEDOGプロデュース公演 『ちょいとビターな日曜日』（笹塚ファクトリー）
  - MOSH vol.8『恋する惑星』（築地本願寺ブディストホール）
  - 劇団6番シード第59回公演 『ザ・ボイスアクター』 アニメーション編 / オンライン編（新宿村LIVE）
  - 朝劇『下北LOVER』（ゲスト出演1）（下北沢 カフェVIZZ）
  - 朝劇『下北LOVER』（下北沢 カフェVIZZ） - ゲスト出演2 / ゲスト出演3 / ゲスト出演4
- 2016年
  - A.R.P『ホテルアヴニール』（千本桜ホール）
  - ENG第5回公演『バックトゥ・ザ・舞台袖?The stagewing of THRee'S』[3]（池袋シアターグリーンBIG TREE THEATER）
  - 企画演劇集団ボクラ団義vol.18 『今だけが 戻らない』（CBGKシブゲキ!!）
  - 劇団6番シード第61回公演 『メイツ!-ブラウン管の向こうへ-』（六行会ホール）
  - 劇団6番シード第62回公演『Life is Numbers（ライフイズナンバーズ）』（中野ザ・ポケット）
  - ACRAFT 『The Fiend with Twenty Faces 幻燈の獏』（シアターKASSAI）
  - ツツシニウムvol.1『バカの声』（門天ホール）
  - メグルキカクvol.2『オカシな夜にキカイな涙』（上野ストアハウス）
  - 外組特別番外公演『刀が無いっ!』（八幡山ワーサルシアター）
  - 第4回SANETTY Produce『ロストマンブルース』（中野テアトルBONBON）
  - 朝劇『リブ・リブ・リブ』（2月 - 8月、下北沢 esCafe/Dining） - レギュラー出演
  - 朝劇『朝が起きたら』（ゲスト出演）（下北沢 カフェVIZZ）
  - 朝劇下北LOVER』（10月 - 、CONA下北沢店） - レギュラー出演
- 2017年
  - A.R.P『プロント朝劇』（1月 - 2月 / 全8回、プロント神田店）
  - ENG vol.6『メトロノウム』（日暮里d-倉庫）
  - 4S企画Presents『THRee'S（スリーズ）』（CBGKシブゲキ!!）
  - Bobjack Theater『ホーム スイート ホーム』（ゲスト出演）(萬劇場)
  - N企画プロデュース公演vol.2『夢追荘』（高島平LIVEStage hodgepodge） - 1公演のみゲスト
  - Southern'X Produce vol.1『星空ハーモニー』（CBGKシブゲキ!!）
  - UZR 第一回本公演『えきものがたり』（シアター・バビロンの流れのほとりにて）
  - ふれいやプロジェクト『ビーフシチューはビールで煮込んで』(中野MOMO)
  - 小川細川企画第一回公演『市と惣左の恋ひ慕ふ（いちとそうざのこいしたう）』（遊空間がざびぃ）
  - 朝劇 『いつものいつか』（ゲスト出演）（下北沢 カフェVIZZ）
  - 漫劇!!手塚治虫 第四巻『ブラック・ジャック（人面瘡編／畸形嚢腫編）』（池袋シアターグリーンBIG TREE THEATER）
- 2018年
  - Enthena『コントス』 (シアター・バビロンの流れのほとりにて)
  - ツツシニウム『ノコッタカンカク』（八幡山ワーサルシアター）
  - ENG第7回公演『ロスト花婿』（池袋シアターグリーンBIG TREE THEATER）
  - LIBERAL『RUN=KING』(川崎アートセンター アルテリオ小劇場)
  - 劇団6番シード第65回公演『TRUSH!』(六行会ホール)
  - UZR 第二回本公演『雨宿りにコーヒーを』（サンモールスタジオ）
  - @emotion『Mad Journey』(築地本願寺ブディストホール）
  - DMF／ENG提携公演vol.4 『メイカ 魔女と幕末の英雄』[4](シアターサンモール)
  - PRODUCE STAGE『リミット・オブ・タイムラグ』[5](CBGKシブゲキ！！)
  - 劇団6番シード『劇作家と小説家とシナリオライター』（シアターKASSAI)
- 2019年
  - 企画演劇集団ボクラ団義『遠慮ガチナ殺人鬼』(中野ザ・ポケット)
  - 小川細川企画第二回公演『くるおしき綾、絢爛なれ。』（シアターKASSAI)
  - UZR 第三回本公演『彼は誰時の桜』（サンモールスタジオ）
  - 劇団ディアステージ×トキヲイキル『四月の霊』(東京 福岡公演）
  - 『イリクラ -2019-』(池袋シアターグリーンBIG TREE THEATER)
  - 121841produce 『嘘つき』(中目黒キンケロ・シアター)
  - ENG第10回公演『探偵なのに』[6] 主演 (池袋シアターグリーンBIG TREE THEATER)
  - 『菅生ゼミ休講のお知らせ』ゲスト出演（新宿スターフィールド）
  - UZR短編作品集『GIFT』（高田馬場ラビネスト）
  - UZR 第四回本公演『クリスマスができるまで』（コフレリオ 新宿シアター）
- 2020年
  - カガミ想馬プロデュース『熱海殺人事件ー水野朋子物語ー』(キーノートシアター)
  - ENG第11回公演『ニンギョヒメ』(池袋シアターグリーンBOX in BOX THEATER)
  - GHETTOプロデュース『死神は桜の下で舞う』(新宿シアターブラッツ)
  - こんとらいぶ『区立すーぱーうるとらスゲェふぁいやーコント小学校』(六行会ホール)
  - ツツシニウムvol.5『フスマノオトン』（シアターKASSAI）
  - DMF／ENG提携公演vol.7『ハイドクナイフ』(六行会ホール)
  - カラスカ公演『約束のチバーランド』(築地本願寺ブディストホール)
  - ENG第12回公演『ほんとうにかくの？』[7] (池袋シアターグリーンBIG TREE THEATER)
- 2021年
  - UZR 第五回本公演『この夏から一番遠い群青（）を探して』（ポケットスクエア 劇場MOMO）[8]
- 2022年
  - UZR 第六回本公演『幾星霜、響く鐘』（サンモールスタジオ）[9]
- 2024年
  - T-gene stage『コトの葉』（すみだパークシアター倉）[10]
  - ボクラ団社公演『OVER SMILE 2024』（あるすぽっと）[11]
  - 純愛異形綺譚『刻め、我ガ肌ニ君ノ息吹ヲ 2024』（俳優座劇場）[12]
  - ENG10周年記念公演『FROG〜新選組寄留記〜』（六行会ホール）[13]
  - NLTプロデュースコント公演『天使のように微笑んで財布なくしてガム踏んで』（博品館劇場）[14]
  - T-gene stage『Episode 犬紀村』（六行会ホール）[15]

### YouTube
- ご当地楽しみ隊

デカモンハンター関東編・中之条町編・天龍村編・山梨編ダイジェスト・秩父編ダイジェスト・南房総編ダイジェスト・箱根編
- 演劇ユニットMOSH
  - MOSH SC07「私を愛したスパイ」PV
  - MOSH SC06「悪い奴ほどよく眠る」PV
  - MOSH SC03「Easy Rider」オープニングムービー
  - MOSH SC02「勝手にしやがれ」オープニングムービー
- 舞台
  - 舞台「好きよキャプテン」告知動画2
  - 舞台「好きよキャプテン」図師による告知映像
  - ASSH-DX VOL3「危機之介御免」PV
  - Neo Mask 第11回公演「Yellow Daydream」タイトルバック
  - Neo Mask 第10回公演「DISTANCE」DVD予告映像
- CM
  - 月刊アスキークラウド創刊
- 図師光博
  - 「舞台のぶニャがの野望」キャストコメント〜図師光博編〜
  - 図師光博_MOSH告知編

### CM
- 2006年  「NTTドコモ東海」
- 2007年 「サッポロビール」、「セキスイハイム」、「ボールド」
- 2008年 「アサヒ スーパードライ」
- 2009年 「塊魂 トリビュート」
- 2013年 「月刊アスキークラウド創刊」
- 2014年 「NTT東日本 フレッツ光ネクスト プライオ」
- 2015年 「NHKオンデマンド」

### イベント
- 2012年
  - ASSHch秋葉原@TV 『出張版MOSH』『セカキュートークバラエティーショー』
  - - ASSHch秋葉原@TV 『出張版MOSH』『セカキュートークバラエティーショー』Vol.2
- 2013年
  - 茶の間企画プレゼンツ 堀田勝バースデーミニ企画「ぞろめ?33おはようサン?」
- 2014年
  - 小笠原健バースデイイベント2nd×MOSH 1日限りのスペシャルコラボ
  - タンバリンマニア feat.MOSH 2014 Summer
- 2015年
  - 企画演劇集団ボクラ団義「ボクラのなかTV?地上波への道?」 - ゲスト
  - - 緑川睦☆皆さんと僕のまったりとしたひと時を☆?5周年 感謝を込めて?
- 2016年
  - 企画演劇集団ボクラ団義「ボクラのなかTV?地上波への道?」 - ゲスト
  - 劇団6番シード「ライフイズナンバーズ」上映会
  - 劇団6番シード×PROJECT YAMAKEN劇団発長編映画「Dプロジェクト トウドウ編 / ツチヤ警部編」上映会 - ゲスト
  - 劇団6番シード番外公演 B日程「オザワ皇帝スペシャルバラエティ公演」
  - 朝劇「朝劇下北沢発足2周年感謝祭イベント-asatomo-」
  - 朝劇下北沢イベント「ありがとう2016」
  - 緑川睦☆皆さんと僕のまったりとしたひと時を☆?6周年 感謝を込めて?
  - 図師光博とウチクリ内倉と緑川睦のまったり会?夏の終わりの線香花火のように?
  - 世界彩人Festival「?いろどりんちゅ?ターチ」
  - 大人男子 セイントボーイズ 男前三兄弟（仮）（図師光博、ウチクリ内倉、緑川睦）のまったり会
- 2017年
  - ENGバックトゥ・ザ・舞台袖 DVD/Blu-ray発売記念イベント「バックトゥ・ザ・「バックトゥ・ザ・舞台袖」!!」
  - 企画演劇集団ボクラ団義「ボクラ◯◯TV?宇宙への道?」 - ゲスト
  - 劇団6番シード×PROJECT YAMAKEN劇団発長編映画「Dプロジェクト UDA編 / ヒグチ君編」上映会 - ゲスト
  - 劇団6番シード×PROJECT YAMAKEN劇団発長編映画「Dプロジェクト オザワ総理編」上映会 - ゲスト
  - 朝劇下北沢イベント「JOY」
  - UZR（ウズラ）まったり会?「えきものがたり」あれからぼくらは?
  - 加藤凛太郎&平山佳延の成長学園!!（テーマ：インプロビゼーション） - ゲスト
  - 図師光博とウチクリ内倉と緑川睦のまったり会?1日限りのCafe&Ber「Mattari」?
  - 図師内倉睦のまったり会?お盆とボクと、時々、まったり?

### ラジオ
- 2013年 - TOKYO FM「リバーサイド・カフェ」（ラジオドラマ）